# Triptognathus
Triptognathus is een geslacht van insecten uit de orde vliesvleugeligen (Hymenoptera) en de familie Ichneumonidae.

## Soorten
- T. albomarginatus (Kriechbaumer, 1878)
- T. atripes (Gravenhorst, 1820)
- T. baicalicus (Kokujev, 1927)
- T. bolivari (Berthoumieu, 1894)
- T. caucasicus (Berthoumieu, 1896)
- T. collaris (Rudow, 1888)
- T. exter Heinrich, 1978
- T. figulus (Erichson, 1851)
- T. fumigator (Gravenhorst, 1820)
- T. fumipennis (Rudow, 1888)
- T. gratiosus (Kriechbaumer, 1882)
- T. luteomaculatus (Pic, 1899)
- T. nipponicus (Uchida, 1926)
- T. rubrocinctus (Lucas, 1849)
- T. rufobasalis (Schmiedeknecht, 1930)
- T. sibilans (Gravenhorst, 1829)
- T. subalpinus Heinrich, 1949
- T. syraensis (Tischbein, 1874)
- T. szechenyii (Mocsary, 1892)
- T. tangerianus (Pic, 1902)
- T. unifasciatus (Spinola, 1843)
- T. uniguttatus (Gravenhorst, 1829)